# Emilio Montaño
Emilio Montaño, né le 18 décembre 1953 à Mexico, est un ancien joueur de tennis professionnel mexicain.

## Carrière
Il remporte un titre en double en 1979, à Bogota, aux côtés de Jairo Velasco.
Ses meilleurs résultats en simple sont un quart de finale à Hong Kong en 1976 et à South Orange en 1979.
Il a représenté le Mexique en Coupe Davis à trois reprises, dont une rencontre contre les Américains en 1976.
Il a étudié à l'Université Rice au Texas.

## Palmarès

### Titre en double messieurs
| No | Date       | Nom et lieu du tournoi             | Catégorie  | Dotation | Surface      | Partenaire    | Finalistes                  | Score    |  |
| -- | ---------- | ---------------------------------- | ---------- | -------- | ------------ | ------------- | --------------------------- | -------- |  |
| 1  | 12-11-1979 | Tournoi de tennis de Bogota Bogota | Grand Prix | 50 000 $ | Terre (ext.) | Jairo Velasco | Bruce Nichols Charles Owens | 6-2, 6-4 |  |

## Parcours dans les tournois duGrand Chelem

### En simple
| Année | Open d'Australie | Open d'Australie | Internationaux de France | Internationaux de France | Wimbledon       | Wimbledon       | US Open | US Open | Open d'Australie | Open d'Australie |
| ----- | ---------------- | ---------------- | ------------------------ | ------------------------ | --------------- | --------------- | ------- | ------- | ---------------- | ---------------- |
| 1973  | n.o.             | n.o.             | 1er tour (1/64)          | Corrado Barazzutti       | —               | —               | —       | —       | —                | —                |
| 1977  | n.o.             | n.o.             | 2e tour (1/32)           | Brian Fairlie            | 1er tour (1/64) | Andrew Pattison | —       | —       | —                | —                |
| 1979  | n.o.             | n.o.             | 1er tour (1/64)          | Andrew Pattison          | —               | —               | —       | —       | —                | —                |

N.B. : à droite du résultat se trouve le nom de l'ultime adversaire.

### En double
| Année | Open d'Australie | Open d'Australie | Internationaux de France    | Internationaux de France | Wimbledon                  | Wimbledon              | US Open                   | US Open             | Open d'Australie | Open d'Australie |
| ----- | ---------------- | ---------------- | --------------------------- | ------------------------ | -------------------------- | ---------------------- | ------------------------- | ------------------- | ---------------- | ---------------- |
| 1973  | n.o.             | n.o.             | 2e tour (1/16) J. Bergmann  | J. McManus A. Pattison   | 1er tour (1/32) S. Messmer | Forfait                | —                         | —                   | —                | —                |
| 1976  | n.o.             | n.o.             | —                           | —                        | 2e tour (1/16) R. Chávez   | V. Gerulaitis S. Mayer | —                         | —                   | —                | —                |
| 1977  | n.o.             | n.o.             | 2e tour (1/16) John Yuill   | Bob Lutz Stan Smith      | 1er tour (1/32) John Yuill | B. Bertram B. Mitton   | 1er tour (1/32) R. Chávez | Syd Ball K. Warwick | —                | —                |
| 1979  | n.o.             | n.o.             | 1er tour (1/32) R. Crawford | J. Kriek Terry Moor      | —                          | —                      | —                         | —                   | —                | —                |
| 1980  | n.o.             | n.o.             | 2e tour (1/16) Á. Fillol    | B. Martin F. Taygan      | —                          | —                      | —                         | —                   | —                | —                |

N.B. : le nom du ou de la partenaire se trouve sous le résultat ; le nom des ultimes adversaires se trouve à droite.